# Zsumberk óvára
Zsumberk óvára (horvátul: Stari grad Žumberak) egy várrom Horvátországban, a Zsumberkhez tartozó Stari Grad Žumberački település határában.

## Fekvése
Zsumberktól délre Stari Grad Žumberački falu határában délkeletre, egy 501 méteres hegytetőn állnak Zsumberk (Sichelberg, Stari grad) várának maradványai.

## Története
A vár a 12. század végén, vagy a 13. század elején épült, első említése 1265-ben történt. Eredeti neve „Sichelberg” volt, melyet a hegy sarló alakjáról kapott. A vár a középkori hegyi várak közé tartozott, a falakon kívül a vár előterében állt a Szent Kereszt kápolna, melynek alapfalait mára feltárták és részben visszafalazták. Építői valószínűleg a karantán hercegek, a Spanheimek voltak. A viharos évszázadok során birtokosai gyakran változtak. A 14. században a Babonicsok birtoka lett, majd ismét a karantán hercegek tulajdona volt és maradt a török időkig. Valószínűleg 1491-ben a környéket ért török támadásban pusztult el. Ezután még valószínűleg újjáépítették, de 1791-ben egy nagy tűzvészben végleg elpusztult.

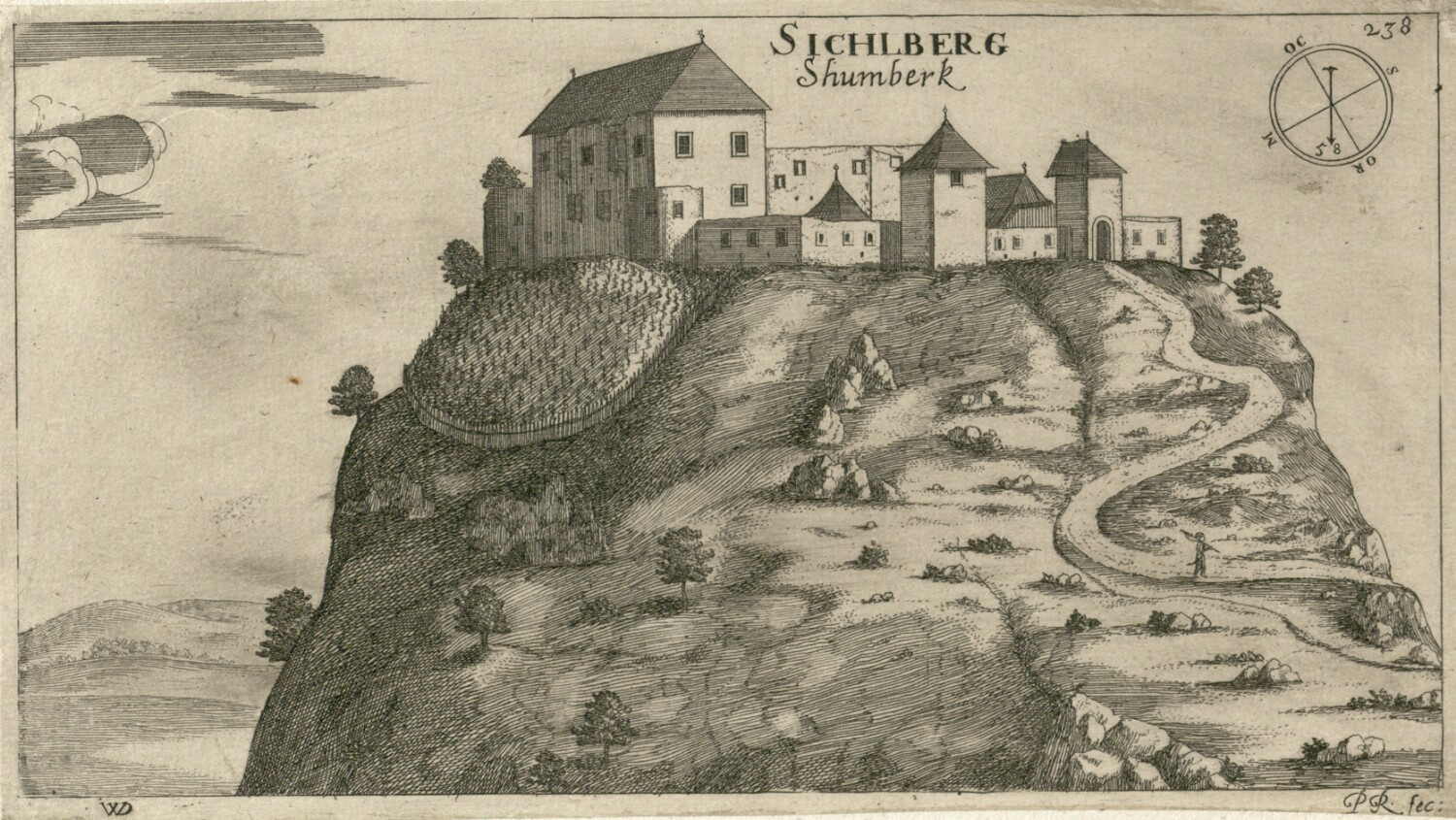
Valvasor ábrázolása 1679-ből

## A vár mai állapota
A romok mintegy 60 méter hosszú és 18 méter széles várra utalnak. A vár egy négyszögletes lakótoronnyal rendelkezett, amit a fennsíkot övező várfallal vettek körül. Érdekes, hogy a torony nem támaszkodik az övező falaknak, hanem egymagában állt. A torony előtt, de a falakon kívül, egy szabályosan keletelt, eleinte egyhajós, majd két oldalhajóval kibővített kápolna állt. A vár romjait feltárták, a Szent Kereszt kápolna falait pedig részben, emeletmagasságig visszaépítették.